# Lluís Pons d'Icart
Lluís Pons d'Icart (nascut a Tarragona entre els anys 1518 i 1520 i mort el 23 de juny del 1578) va ser un jurista, epigrafista i arqueòleg. El catàleg d'autoritats de noms i títols de Catalunya (CANTIC) proposa l'ortografia Lluís Ponç d'Icard.
El seu avi, Lluís d'Icart i de Requesens, i el seu pare, Joan Pons, foren governadors de Nàpols, a més d'haver ocupat altres càrrecs a ciutats d'Itàlia. «Segurament devia estudiar lleis a l'Estudi General de Lleida». El fet és que el 1545 tornà a Tarragona i hi exercí com a advocat. Entre altres càrrecs, fou jutge general de les apel·lacions de la Ciutat i Camp de Tarragona i advocat del Capítol de la Catedral. L'afició pel món clàssic li havia arribat segurament a través de l'estudi del dret.

Es dedicà a l'epigrafia i a la paleografia i sembla que, a més, reuní una respectable biblioteca. Anotà, traduí i catalogà un nombre important de làpides i inscripcions trobades a Tarragona. El 1573 publicà a Lleida el Libro de las grandezas y cosas memorables de Tarragona en versió castellana a partir de l'original en català, que no es publicà fins a l'any 1984. Fou publicat en castellà sota el mecenatge d'Antoni Agustí i Albanell, arquebisbe de Tarragona i també reconegut jurista i humanista, amb qui l'unien vincles familiars i una gran admiració cap a la seva obra. Lluís Pons hagué de traduir el seu llibre per tal que fos imprès, ja que Antoni Agustí havia encomanat la feina a uns impressors d'Alcalá de Henares.

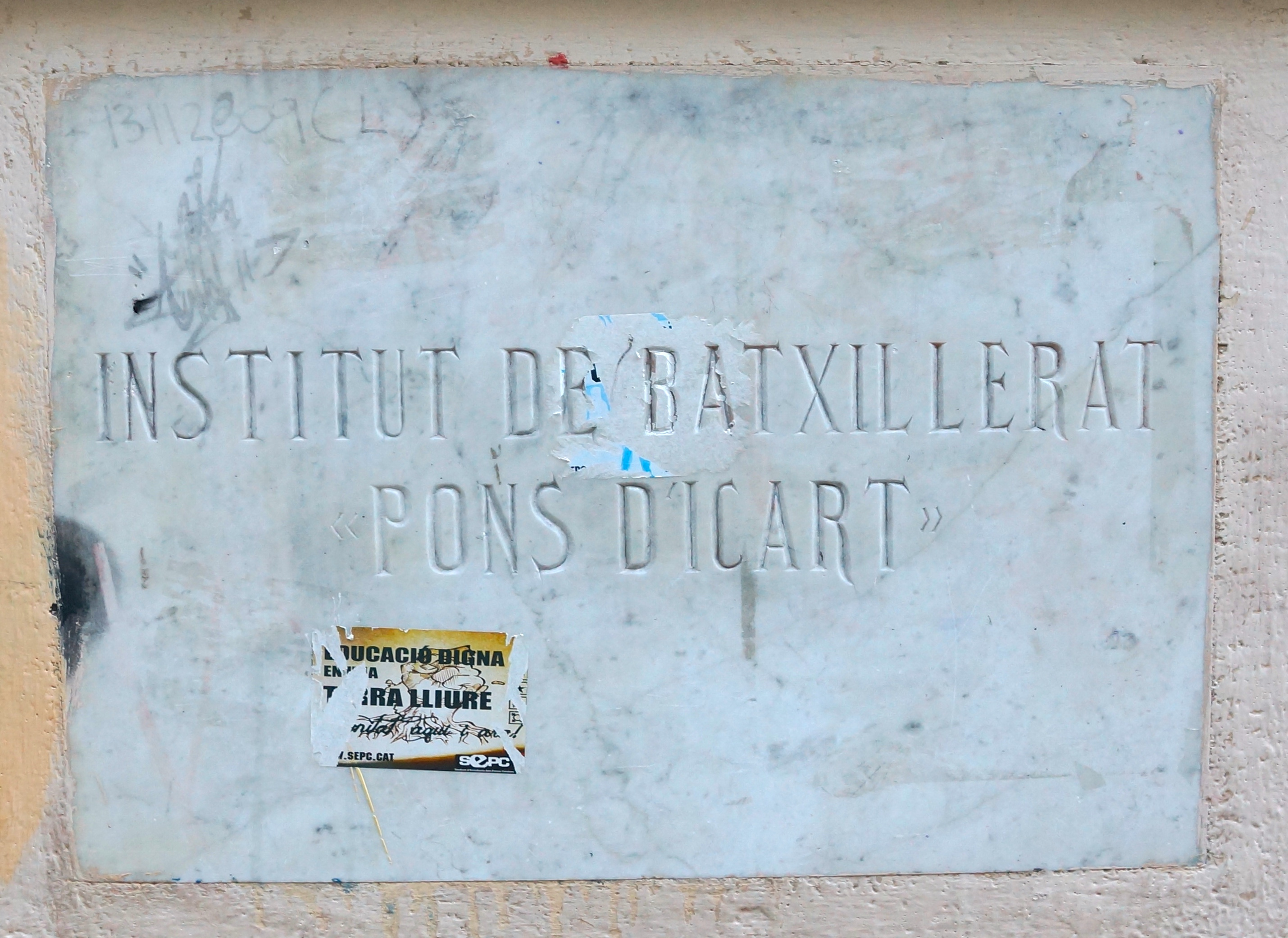
Placa a l'Institut Pons d'Icart

Deixà en forma de manuscrit el Llibre de tots els epigrames que són trobats del temps del romans i el Catàlogo dels arquebisbes que son estats de la metropolitana y antiquíssima ciutat de Tarragona, publicat el 1954.
El 23 de juny de 1578 morí a Tarragona i fou enterrat a l'església dels pares dominicans. Fou, en paraules de Josep Maria Recasens, el primer arqueòleg de la ciutat.
Un dels instituts de secundària de Tarragona té el seu nom.
El CRAI Biblioteca de Fons Antic de la Universitat de Barcelona conserva una de les obres que va formar part de la biblioteca personal de Pons d'Icard, així com un exemple de les marques de propietat que van identificar els seus llibres al llarg de la seva vida.

## Obres
- Llibre de les grandeses i coses memorables de l'antiquíssima, insigne i famosa ciutat de Tarragona (vers l'any 1564) manuscrit conservat a l'Arxiu Històric Comarcal de Valls.[6] Publicat l'any 1984.
- Luys Pons de Ycart Libro de las grandezas y cosas memorables de Tarragona[Enllaç no actiu] (1573), traducció en castellà impresa a Lleida, facsímil electrònic gratuït en línia
- Epigrammata antiquae urbis Tarraconensis (llatí), dos manuscrits distints conservats a la Biblioteca de Catalunya i a la Biblioteca de Wolfenbüttel.
- Catàleg dels arquebisbes que son estats de la metropolitana y antiquíssima ciutat de Tarragona. Publicat pòstumament, l'any 1954.